# تاريخ العرب (كتاب)
تاريخ العرب المطول هو كتاب من تأليف فيليب حتي نشر في سنة 1937، وقد أمضى حتى 10 سنوات في إنشاء الكتاب، تم نشر الكتاب عن طريق شركة ماكميلان للنشر، في كتاب تاريخ العرب ينكر فيليب حتي انكسار جيش العرب من قبل شارل مارتيل ورأى أن سبب انسحاب القوات العربية كان بسبب وفاة الخليفة مما اضطر الجيوش العربية أنذاك للعودة إلى إسبانيا، وللكتاب موجز للمؤلف نفسه، نشر بأسم «تاريخ العرب: موجز».

## تحليل
حبَّر المؤرخ اللبناني فيليب حِتِّي (1886-1978) العديد من المُصنفات العلمية عن تاريخ العرب القديم، قبل الإسلام وبعده، وعن حضارتهم الحديثة والمعاصرة، مَشرقاً ومغرباً، أثناء الحكم العثماني وبُعيدَهُ. لعل أكثر تأليفٍ اشتهر به هو «تاريخ العرب المُطوَّل» (الطبعة الإنكليزية في 1937، وطبعته العربية بأجزائها الثلاثة في الخمسينيات)، وهو الذي تُرجم إلى عدة لغاتٍ أجنبية، فصار مرجعاً أساسياً في دراسة ثقافة العرب.
واللافت أنَّ الرَّجل ختَم مسيرته التأريخية الغزيرة بكتاب عن الإسلام بوصفه: «منهج حياة» وعن «الإسلام في نظر الغرب» (1953). ويحقُّ لنا أن نتساءل اليوم أكان الإسهام التاريخي لِحِتِّي مجرَّدَ تدوين علمي لأخبار الماضين أم هو انخراط منه في سجالات عصره حول مضمون الهوية العربية؟
أول ما ميّز كتاباتِ حِتِّي هو المنهج الوصفي-الاستقرائي، الذي مكَّنه، حين كان شاباً مهاجراً من لبنان سنة 1913، ودارساً في جامعة كولومبيا الأميركية، من الاطلاع على عشرات المصادر، وكان جلّها مَخطوطاً آنذاك، بالإضافة إلى مئات المراجع، وأغلبها باللغات الأجنبية، فترقَّى في سلّم المعارف، بحثاً وتدريساً، وأنجز كتابة عن الماضي تحرَّى فيها «الموضوعية»، وجهدَ في تقديم قراءة شاملة عن التاريخ العربي الإسلامي، الممتدّ طيلة ثمانيةَ عشر قرناً أو تزيد. فقد سعى، مُحققاً ومُدققاً، إلى مكافحة الطمس الثقافي الغربي، وبَلورة خطابٍ تاريخي يتجنّب الاستنقاص والتشويه اللذيْن كانا طاغِيَيْن في سرديات المستشرقين.
"
صدَم حِتّي توقّعات القارئ العربي التضخيمية للماضي
"
فكان يَردُّ، بنفس أسلحة الخطاب العلمي الرصين، على نظرة الاستعلاء التي غَمطت العرب حقّهم، واعتبرت ما أنجزوه في السياسة والثقافة والعلوم غير جدير بالتسجيل ضمن حلقات التاريخ العالمي.
هذا، وقد مكَّنته الأجواء المعرفية والمادية في جامعات أميركا من إنجاز أعمال جادّة في ميدان تحقيق المخطوطات، واستخدام قواعد البحث الفيلولوجي، في مقاربة النصوص القديمة ومقارنة نسخها، ويذكر له في هذا الصدد نشره كتاب: «مُختَصر الفَرْق بين الفِرَق» لابن منصور البغدادي - وهو نص رئيسٌ في مقولات الفِرَق الإسلامية، وكذلك تحقيقه كتاب «نظم العُقْيان في أعيان الأعيان» للسيوطي، وكتاب «الاعْتِبار» لأسامة بن منقذ، في أدب الرحلة وغيرها.
وهكذا، ساهم بقوةٍ في إرساء مدرسةٍ فيلولوجيَّة - كانت قَبله فاترة عند زملائه العرب - مع أنَّ تحقيق النصوص هو أول مراتب الوعي العلمي بالتراث والتعاطي العقلاني مع نصوصه وشخوصه.
كما استفاد المؤرّخ اللبناني من أجواء الحرية التي كانت تكتنف البحث والاستقصاء والتدوين، وتغيب عنها ضغوط السياسة والرقابة الفجّة - مع أنَّ أغلبها يعمل في منطقة اللاوعي - إذ أتاحَ له إتقانه اللغة الإنكليزية، واطلاعه على أمهات الكتب، وفرص النقاش المتاحة في مدرسة الاستشراق الأميركي، هامشاً واسعا للسؤال التاريخي، وفهم الأحداث وتعليلها تعليلاً مادياً؛ قطعاً مع الأسلوب التمجيدي الذي غلب، ولا يزال، على كتب المؤرخين العرب، وتجنباً للتفسيرات الغيبية للأحداث الكبرى.
ولا شكَّ في أن تطبيق المنهج الوصفي البارد، والربط الجاف بين الأسباب المادية ونتائجها، وإقصاء الأسلوب المدحي، أدوات معرفية لم يعتمدها الكُتّاب العرب وقتها، ويكفي أن نستذكرَ هنا بعض فصول أحمد أمين عن تاريخ الإسلام، وصفحات محمد كرد علي في «الإسلام والحضارة العربية»، لندرك الفارق المنهجي بين مدارسهم، وإن أجادوا جميعاً.
"
سعى بتأريخه إلى استعادة العرب لوعيهم بذاتيتهم السليبة
"
ولذلك، صُدمَ القارئ العربي، ذو التوقعات التضخيمية للماضي، بالعديد من أطروحات حِتّي الجريئة والمباشرة، ولا سيما ما تعلق منها بأحداث الحِقبة النبوية وجَمع القرآن ودوافع الفتح الإسلامي وقضايا الغزوات وحول الخلافة كمنهج سياسي في الحُكم.
من آثار هذه الصدمة، انتقاداتٌ وجّهت لصاحب «تاريخ العرب»، حول الكثير من تحليلاته وتعليلاته، فَاتُّهِمَ بمحاباة المستشرقين وتبنِّي مَقولاتهم ومواقفهم، ومن ذلك ردٌّ مُفصَّل، صاغه شوقي أبو خليل في كتابٍ سجالي بعنوان «موضوعية فيليب حِتِّي في كتابه تاريخ العرب المُطوّل» (دار الفِكر، 1985)، إذ عاد إليه جملةً جملةً لنقده والتعقيب عليه و«تصويبه».
ويبدو أنَّ الدافع الكامن وراء تركيز حتِّي على الماضي هو هاجسٌ حاضرٌ وهَمٌّ آنيٌّ: ترسيخ الفكر القومي، وإدماج العرب في واقعهم العالمي، من خلال العود إلى تاريخهم، بما هو دعامةٌ للقومية العربية، موقفاً سياسياً تقدمياً من الانهيار العثماني، وفشل الروابط الدينية والجغرافية والسياسية (الخلافة) في تكوين دولة-أمة قوية ومتماسكة. وهكذا، كانت أبحاثه بمثابة مدوّنة تغذي الانتماء العربي، وتلهب الشعور بالمصير المشترك، من خلال معرفة الإرث الثقافي واستكشاف هويته العميق.